# Makhmout Gareïev
 (décembre 2019).
Si vous disposez d'ouvrages ou d'articles de référence ou si vous connaissez des sites web de qualité traitant du thème abordé ici, merci de compléter l'article en donnant les références utiles à sa vérifiabilité et en les liant à la section « Notes et références ».
Makhmout Akhmetovitch Gareïev (en russe : Махмут Ахметович Гареев ; en  tatar : Мәхмүт Әхмәт улы Гәрәев) est un général d'armée soviétique puis russe né le 23 juin 1923 à Tcheliabinsk (URSS) et mort le 25 décembre 2019 à Moscou (Russie)[réf. nécessaire]. 

## Biographie
Makhmout Gareïev a combattu pendant la Seconde Guerre mondiale sur le front de l'Est, puis sur le front japonais.
Il participa à l'invasion de la Tchécoslovaquie, en 1968, puis il fut attaché militaire en Égypte (1970-71). Il fut premier adjoint du maréchal soviétique Nikolaï Ogarkov lorsque celui-ci était chef de l'état major interarmes (1977-1984).
Sur nomination de Mikhaïl Gorbatchev, il fut le conseiller militaire du président Mohammed Nadjibullah au début de la guerre d'Afghanistan (1979-89). Il a publié sa version du coup d'État et des premières batailles qui est généralement considérée comme la meilleure source factuelle.
Il est président de l'Académie des sciences militaires de la fédération de Russie, chargé de la révision de la doctrine militaire russe.

## Distinctions
- Médaille de Joukov pour la victoire sur le Japon
- Médaille pour la victoire sur l'Allemagne dans la Grande guerre patriotique de 1941-1945
- Ordre du Drapeau rouge
- Ordre de Lénine
- Ordre de l'Honneur
- Ordre de l'Étoile rouge
- Ordre de la Guerre patriotique de 1re classe
- Ordre de la Guerre patriotique de 2e classe
- Ordre du Mérite pour la Patrie - 3e classe
- Ordre d'Alexandre Nevski
- Ordre du Drapeau rouge du Travail
- Ordre du Service pour la Patrie dans les Forces armées, 2e classe
- Ordre du Service pour la Patrie dans les Forces armées de 3e classe
- Médaille du mérite au combat
- Médaille pour la conquête de Königsberg
- Médaille pour le renforcement de la fraternité dans les armes
- Médaille pour le développement des terres vierges
- Ordre de l'Amitié
- Médaille du Jubilé des 50 ans de la victoire dans la Grande guerre patriotique de 1941-1945
- Médaille du Jubilé 60e anniversaire de la Victoire dans la Grande Guerre Patriotique 1941-1945
- Médaille du Jubilé 65e anniversaire de la Victoire dans la Grande Guerre Patriotique 1941-1945
- Médaille commémorative du 850e anniversaire de Moscou
- Médaille vétéran des forces armées de l'URSS
- Médaille pour l'Oder, la Neisse et la Baltique
- Médaille ''to a Warrior-Internationalist from the Grateful Afghan People''